# Bordea
Bordea – wieś w Rumunii, w okręgu Neamț, w gminie Ștefan cel Mare. W 2011 roku liczyła 161 mieszkańców.